# Route 778 (Nouveau-Brunswick)
Pour les articles homonymes, voir Route 778.
La route 778 est une route locale du Nouveau-Brunswick  située dans le sud-ouest de la province, au sud-est de Saint-George. Elle traverse une région principalement boisée. De plus, elle mesure 11 kilomètres, et est pavée sur toute sa longueur.

## Tracé
La 778 débute à Blacks Harbour, sur la route 176. Elle commence par se diriger vers l'est jusqu'à Deadmans Corner, où elle bifurque vers le nord pour rejoindre Beaver Harbour. Elle continue ensuite sa route vers le nord pour se terminer sur la route 176 à nouveau, à Pennfield, à moins de 500 mètres de la sortie 60 de la route 1. 

## Intersections principales
| Comté              | Location       | km | Intersection/Destinations                                  | Notes                    |
| ------------------ | -------------- | -- | ---------------------------------------------------------- | ------------------------ |
| Comté de Charlotte | Blacks Harbour | 0  | R-176, vers R-776 , Grand Manan, Justasons Corner          | Extrémité sud de la 778  |
| Comté de Charlotte | Beaver Harbour | ~9 | chemin Munroe est, Woodland, Pennfield Ridge               |                          |
| Comté de Charlotte | Pennfield      | 11 | R-176, vers R-1, Blacks Harbour, Saint-Stephen, Saint Jean | extrémité nord de la 778 |